# Газопровод (Липецька область)
Газопровод (рос. Газопровод) — селище у Єлецькому районі Липецької області Російської Федерації.
Населення становить 1460  осіб. Належить до муніципального утворення Нижнєворгольська сільрада.

## Історія
З 13 червня 1934 до 26 вересня 1937 року у складі Воронезької області, у 1937-1954 роках — Орловської області. Відтак входить до складу Липецької області.
Згідно із законом від 2 липня 2004 року №114-оз органом місцевого самоврядування є Нижнєворгольська сільрада.

## Населення
| 2008 | 2010  |
| ---- | ----- |
| 1603 | ↘1460 |